# Lasioglossum pygmaeum
Lasioglossum pygmaeum är en biart som först beskrevs av Schenck 1853.  Lasioglossum pygmaeum ingår i släktet smalbin, och familjen vägbin.

## Underarter
Arten delas in i följande underarter:
- L. p. patulum
- L. p. pygmaeum